# 酒井依信
酒井 依信（さかい よりのぶ、？ - 1579年(天正七年)）は、戦国時代から安土桃山時代にかけての丹波国の武将。丹波酒井氏の一族で栗栖野城城代。
酒井頼重の次男として生まれる。兄信政を補佐していたが、信政は天正三年に亡くなり、その後、栗栖野城城代として栗栖野氏当主である甥の信定を後見した。そのため、天正三年以後は栗栖野氏を実質的に統括し、本庄氏への酒井姓付与の際にも自らが、栗栖野氏の代表として署名している。
織田氏の丹波平定時には、依信は城を捨てて、波多野氏の八上城に籠城しており、籠城中に病で没したと伝わる。